# Hibridni pogon
Hibridni pogon (preciznije: hibridni sistem pogona) predstavlja naziv koji označava pokretanje vozila pomoću nekoliko različitih izvora energije. Obično se pod ovim podrazumeva kombinacija elektromotora i SUS motora. Koristi se pre svega kod drumskih i železničkih vozila.
Hibridni pogon objedinjuje prednosti pogonskih sistema koji ga sačinjavaju, tako što pri različitim režimima vožnje, koristi prednosti različitih sistema pogona. 
Danas se razvijaju i testiraju sledeće vrste hibridnog pogona:
- SUS motor + elektromotor + akumulator (preovlađujuće)
- SUS motor + elektromotor + spoljašnji izvor električne energije (trola)
- SUS motor + zamajac
- gasna turbina + generator + akumulator + elektromotor

## Princip rada
Kombinacija SUS motora, elektromotora i akumulatora - tzv. serijski hibridni pogon je već oprobana. 
Vozilo sa ovakvim sistemom, u gradskoj vožnji, ili pri vožnji konstantnom brzinom pokreće se jednosmernom elektromašinom, koja pritom radi u režimu elektromotora i snabdeva se električnom energijom iz akumulatora. U tom slučaju SUS motor nije aktivan (njegova spojnica je isključena). U slučaju potrebe za većim ubrzanjem ili pri punom opterećenju, uključuje se (i) SUS motor. U vožnji na veće udaljenosti, vozilo pokreće SUS motor, a elektromašina radi u režimu generatora i dopunjuje akumulatore. Ovo se dešava i pri kočenju vozila, kada se električna energija dobija od inercione energije vozila.

## Prednosti i mane
Prednosti:
Hibridni pogon omogućava iskorišćavanje pojedinačnih prednosti pogonskih sistema:
- elektromotor: nizak nivo buke, nultu emisiju izduvnih gasova i visok stepen korisnosti (do 90%);
- SUS motor: velika autonomija vozila, po potrebi veliki obrtni moment i mogućnost kretanja velikom brzinom.

Još jedna velika prednost je mogućnost da integrisani pogonski sistem radi u oblasti rada sa visokim stepenom korisnosti, što dovodi do smanjenja potrošnje energije.
Mane: 
Veliki nabavni troškovi, veća masa vozila (masa akumulatora i elektro motora) i manji tovarni prostor.

## Primeri vozila sa hibridnim pogonom
- Hibridni trolejbus (duobus) - trolejbus opremljen (pored uobičajenog elektromotora) elektro-agregatom ili akumulatorom ili čak nezavisnim SUS motorom, što im omogućava kretanje van elektro-mreže (kao autobusi).

- Hibridna dizel lokomotiva - dizel lokomotiva sa dizel-agregatom.

- Električna manevarska lokomotiva sa vagonom sa baterijama - Češka železnica je adaptirala nekoliko svojih standardnih elektrolokomotiva, tako da mogu da se koriste i na ne-elektrofikovanim prugama. Prepravljene lokomotive mogu da rade u dva režima: režim 'trola' (kao obična elektrolokomotiva) i režim 'akumulator', kada se energija crpe iz akumulatora na posebnom vagonu. Tako mogu da manevrišu i na kolosecima koja nemaju elektromrežu, ili da opsluže industrijski kolosek koji nema elektrovodove, a priključen je na elektrifikovanu prugu, tako da bi bilo nerentabilno slati dizel lokomotivu.

## Literatura
- Cox, C (2008). „Rare earth innovation: the silent shift to china”. Herndon (VA): The Anchor House Inc. Архивирано из оригинала 21. 04. 2008. г. Приступљено 18. 3. 2008.
- Haxel, G; Hedrick J, Orris J (2006). „Rare earth elements critical resources for high technology” (PDF). Reston (VA): United States Geological Survey. USGS Fact Sheet: 087‐02.[мртва веза]
- Lunn, J (3. 10. 2006). „Great western minerals” (PDF). London: Insigner Beaufort Equity Research. Архивирано из оригинала (PDF) 9. 4. 2008. г. Приступљено 18. 3. 2008.